# 格利博卡多利納 (穆羅瓦尼庫里利夫齊區)
48°45′29″N 27°45′47″E / 48.75806°N 27.76306°E
格利博卡多利納（烏克蘭語：Глибока Долина），是烏克蘭的村落，位於該國西南部文尼察州，由莫希利夫-波季利斯基區負責管轄，面積0.4平方公里，海拔高度277米，2001年人口76，人口密度每平方公里188.12人。